# Saint-Édouard-de-Lotbinière
| Paroisse de Saint-Édouard-de-Lotbinière |                        |
| Coordenadas: 46°34' N 71°50'W           |                        |
| Província                               | Quebec                 |
| Região administrativa                   | Chaudière-Appalaches   |
| Incorporado em                          | 1 de dezembro 1862     |
| Prefeito                                | Jean-Michel Leclerc    |
| Código postal                           | G0S 1Y0                |
|                                         |                        |
| Área                                    |                        |
| - Cidade                                | 98,6 km², 38,1 mi²     |
| Fuso horário                            | UTC -5                 |
| População (2006)                        |                        |
| - Cidade                                | 1.273                  |
| - Densidade                             | 13 hab/km², 33 hab/mi² |

Notre-Dame-du-Sacré-Coeur-d'Issoudun é uma freguesia canadense da Regionalidade Municipal de Lotbinière, Quebec, localizado na região administrativa de Chaudière-Appalaches. Em sua área de pouco mais de noventa e oito quilómetros quadrados, habitam cerca de mil e duzentas pessoas.
É nomeada em homenagem ao Padre Edward Faucher e do Senhor René-Louis Chartier de Lotbinière